# Écouflant
Écouflant ist eine westfranzösische Gemeinde mit 4614 Einwohnern (Stand: 1. Januar 2022) im Département Maine-et-Loire in der Region Pays de la Loire. Sie gehört zum Arrondissement Angers und zum Kanton Angers-5. Die Einwohner werden Écouflantais(es) genannt.

## Geographie
Écouflant liegt als banlieue nördlich von Angers an der Sarthe, in die hier der Loir am nordwestlichsten Zipfel der Gemeinde mündet.

### Nachbargemeinden
Umgeben ist Écouflant von den Nachbargemeinden Briollay im Norden, Rives-du-Loir-en-Anjou im Nordosten, Verrières-en-Anjou im Osten, Saint-Barthélemy-d’Anjou im Südosten, Angers im Süden sowie Cantenay-Épinard im Westen.

## Bevölkerungsentwicklung
| Jahr      | 1962 | 1968 | 1975 | 1982 | 1990 | 1999 | 2006 | 2011 | 2018 |
| --------- | ---- | ---- | ---- | ---- | ---- | ---- | ---- | ---- | ---- |
| Einwohner | 814  | 888  | 3209 | 3233 | 3361 | 3703 | 3738 | 3753 | 4249 |

## Verkehr
Durch den Süden der Gemeinde führt die Autoroute A11, die sich hier mit der Autoroute A87 kreuzt. Der Ort hat einen Bahnhalt an der Bahnstrecke Le Mans–Angers.

## Sehenswürdigkeiten
- Kirche Saint-Jean-Baptiste
- Benediktinerabtei, später Zisterzienserinnen, Perray-aux-Nonnains, errichtet 1180 bis 1189 als Stiftung des Robert de Sablé, Ordensmeister der Tempelritter und Begleiter von Richard Löwenherz nach dem dritten Kreuzzug, Monument historique
- Logis de Bellebranche aus dem 15. Jahrhundert, Monument historique seit 1975
- Kapelle und Schloss Beuzon aus dem 16. Jahrhundert, Kapelle ist Monument historique seit 1969
- Hippodrom von Eventard (zwischen den Autobahnen gelegen)

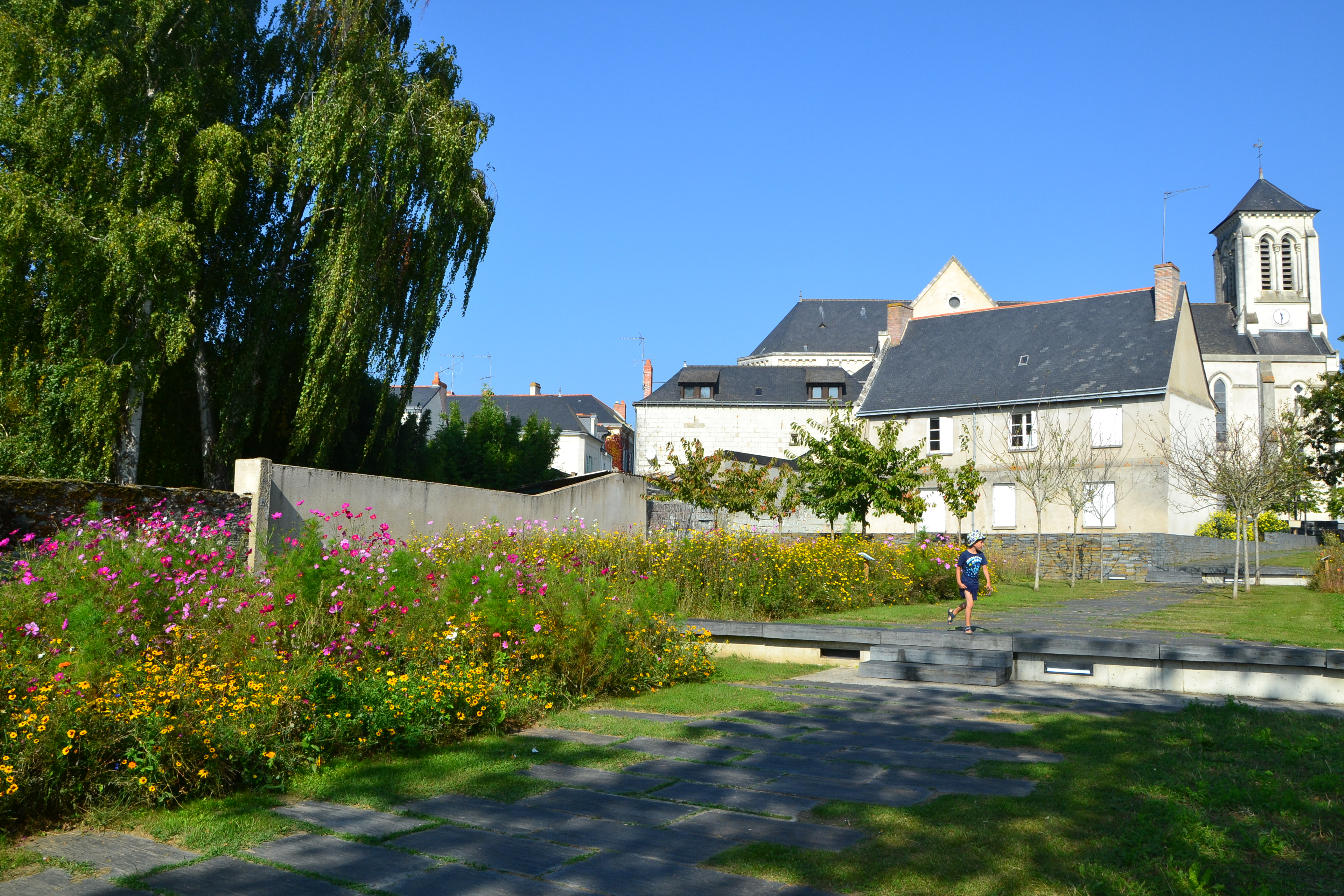
Kirche Saint-Jean-Baptiste